# Ledény
Ledény (szlovákul: Ladzany) község Szlovákiában, a Besztercebányai kerületben, a Korponai járásban.

## Fekvése
Korponától 17 km-re délnyugatra fekszik.

## Története
A falu területe már az újkőkorszakban is lakott volt, a lengyeli kultúra népe élt ezen a vidéken. Később a bronzkorban a lausitzi kultúra népe lakta.
A mai falut 1233-ban "villa Legen" alakban említik először. Neve a szláv ledzane (= parlagföldön lakók) szóból származik. 1285-ben "Legen", 1388-ban "Legyen" alakban szerepel a korabeli forrásokban. A falut a tatárok 1241-ben elpusztították. A 14. században Litva várának tartozéka. A 18. században a Géczy és Török családok a birtokosai, később a Bohus, Korompai, Szitár családok tartoztak birtokosai közé. 1715-ben 46 háza volt. 1828-ban 113 házában 680 lakos élt, akik főként mezőgazdasággal, szőlőtermesztéssel foglalkoztak.
Vályi András szerint "LEDÉNY. Lasán. Ladzáni. Tót falu Hont Várm. földes Ura Géczy Uraság, lakosai leg inkább evangelikusok, fekszik Darátsihoz 1/2 órányira, határja jó, legelője elég, fája mind a’ két féle van, tágas szőllő hegye középszerű borokat terem, de néhol földgyei soványosak, és követsesek."
Fényes Elek szerint "Ledény (Ladzány), tót falu, Hont vmegyében, Szebelébhez 1/4 mfld. 18 kath. 638 evang. lak. Evang. anyaszentegyház. Sok gyümölcs. Bora, fája, legelője elég, de földjei kövesek soványak. F. többen. Ut. posta Szántó."
A trianoni békeszerződésig Hont vármegye Korponai járásához tartozott.

## Népessége
| Év:            | 1994. | 2004.   | 2014.   | 2024.    |
| -------------- | ----- | ------- | ------- | -------- |
| Emberek száma: | 298   | 299     | 302     | 254      |
| Eltérés:       |       | +0,33 % | +1,00 % | -15,89 % |

| Év:            | 2023. | 2024.   |
| -------------- | ----- | ------- |
| Emberek száma: | 253   | 254     |
| Eltérés:       |       | +0,39 % |

1910-ben 555, többségben szlovák anyanyelvű lakosa volt, jelentős magyar kisebbséggel.
2001-ben 320 lakosából 314 szlovák volt.
2011-ben 309 lakosából 289 szlovák volt.

## Nevezetességei
- Evangélikus temploma 1313-ban épült román stílusban. A 15. század első felében gótikus stílusban építették át, majd a 18. században újra átépítették, de számos gótikus eleme fennmaradt.
- A faluban a népi építészet számos remeke látható.

## Külső hivatkozások
- Községinfó
- Ledény Szlovákia térképén
- Regionhont.sk
- E-obce.sk Archiválva 2014. október 21-i dátummal a Wayback Machine-ben